# Chapelle-Mémorial Mildred B. Cooper
La Chapelle-Mémorial Mildred B. Cooper (en anglais Mildred B. Cooper Memorial Chapel) est une chapelle élevée à Bella Vista, Arkansas, conçue et construite par l'architecte E. Fay Jones en 1988.

## Architecture
L'aspect général de la chapelle rappelle celui des constructions organiques du mouvement architectural Prairie School, popularisé notamment par Frank Lloyd Wright, dont E. Fay Jones était un apprenti. Jones a utilisé des matériaux comme l'acier et le verre dans la série d'arcs de style gothique qui s'étendent tout le long de la chapelle.
La chapelle est large extérieurement de 7,30 m et longue de 26 m, haute de 16 m, et est constituée d'un seul étage. Elle occupe un espace au sol de 187,30 m2. 
Elle a été proposée au Registre national des lieux historiques le 5 juin 1996.